# Lindt & Sprüngli

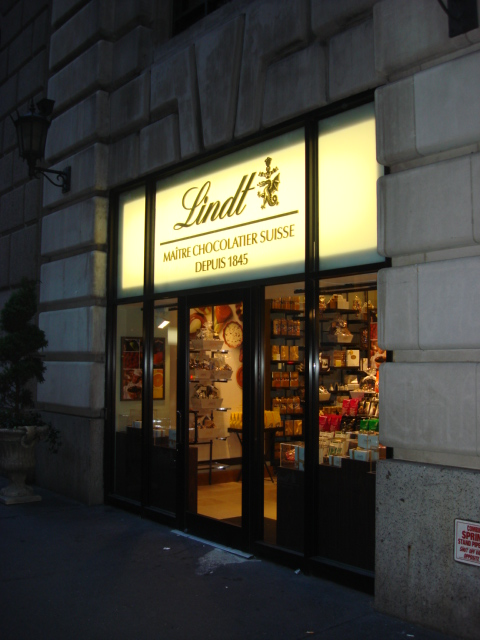
Boutique Lindt en Nueva York.

Lindt & Sprüngli es una compañía suiza especializada en chocolatería de lujo. Fue fundada en 1845 por David Sprüngli-Schwarz y su hijo, Rudolf Sprüngli-Ammann. En 1998, la compañía compró a la compañía de chocolate americana Ghirardelli, expandiendo la compañía recién comprada a los mercados de todo el mundo. Actualmente Lindt tiene fábricas en Aquisgrán, Alemania; Kilchberg, Suiza, y Stratham, Nuevo Hampshire.

## Historia
En 1845, el pastelero David Sprüngli-Schwarz y su hijo, Rudolf Sprüngli-Ammann, compran dos pequeñas pastelerías en la parte antigua de Zúrich. Cuando Rudolf Sprüngli-Ammann se jubila en 1892 divide sus negocios entre sus dos hijos: el joven David Robert recibe las dos pastelerías, mientras que el hermano mayor Johann Rudolf Sprüngli recibe la fábrica de chocolate. Este último cree conveniente la idea de abrir una nueva fábrica en un pueblo cerca del lago de Zúrich, en Kilchberg en 1899.
Al mismo tiempo recibe la posibilidad de adquirir una pequeña fábrica de Rodolphe Lindt en Berna. Rodolphe Lindt es probablemente el chocolatero más famoso de su época. En 1879 desarrolló una técnica con la cual podía fabricar un chocolate que era superior a todos los demás de aquella época en cuanto a su aroma y característica del fundido. Utilizando el "conche" que él había inventado, producía chocolate que tenía un sabor delicado y una calidad de fundido que hoy en día es sobradamente conocido. Pronto su chocolate triunfó, y contribuyó significativamente a la buena fama a nivel internacional del "chocolate suizo".
Entre 1920 y 1945 la firma tuvo que hacer frente a imprevisibles cambios. El proteccionismo global y las depresiones entre 1920 y 1930, dejaban grandes pérdidas en todos los mercados extranjeros por lo que fue necesario reorganizarse y concentrarse en la expansión del Mercado Suizo. La Segunda Guerra Mundial trajo restricciones de azúcar y cacao, y el racionamiento del cacao en 1943. Incluso en esta época difícil para Lindt & Sprüngli, la Compañía seguía adelante porque siempre mantenía la máxima calidad en la fabricación de su chocolate.
Después de la Guerra, hubo un fuerte crecimiento en la demanda dentro del mercado interno y más tarde en el exterior: Lindt empezaba su expansión. En 1947 Lindt concedió licencias a Italia, en 1950 a Alemania y Francia en 1954.
En 1977 Lindt empieza a formar un grupo internacional de compañías. Las ventas internacionales alcanzan los 900 millones de Francos Suizos.
En 1994 se funda Lindt & Sprüngli Austria, en Salzburgo, y más tarde se traslada a Viena, cuando Lindt adquiere el conocido grupo vienés Hofbauer.
El siguiente paso en la expansión de la compañía y del liderazgo por formar parte del segmento premium del chocolate fue la adquisición del fabricante de chocolate "Caffarel" afincado en el pueblo de Luserna San Giovani cerca de Torino, Italia.
En enero de 1998, Lindt & Sprüngli AG Suiza, anuncia la adquisición del fabricante de chocolate “Ghirardelli Chocolate Company” en San Francisco (Estados Unidos). Hoy el Grupo comprende fábricas en Suiza, Alemania, Francia, Italia, Austria y Estados Unidos, filiales de ventas y distribución en el Reino Unido, Polonia, España y Canadá, y oficinas de ventas en Buenos Aires, Hong Kong y Dubái. Lindt también tiene en el mercado una importante red de ventas de distribuidores.